# جاي بيرسون ألن
جاي بيرسون ألن (بالإنجليزية: Jay Presson Allen)‏ (و. 1922 – 2006 م) هي كاتبة سيناريو، ومنتجة أفلام، وروائية، وكاتِبة أمريكية، ولدت في سان أنجيلو، توفيت في نيويورك، عن عمر يناهز 84 عاماً، بسبب سكتة.

## جوائز وترشيحات
حصلت على جوائز منها:
- جائزة كريستال ‏ (1982)
- جائزة نقابة الكتاب الأمريكية

ترشحت لـ:
- جائزة الأوسكار لأفضل كتابة "سيناريو مقتبس"، عن عمل: ملهى
- جائزة الأوسكار لأفضل كتابة "سيناريو مقتبس"، عن عمل: Prince of the City [الإنجليزية]‏.

## وصلات خارجية
- جاي بيرسون ألن على موقع IMDb (الإنجليزية)
- جاي بيرسون ألن على موقع ألو سيني (الفرنسية)
- جاي بيرسون ألن على موقع ميوزك برينز (الإنجليزية)
- جاي بيرسون ألن على موقع تيرنر كلاسيك موفيز (الإنجليزية)
- جاي بيرسون ألن على موقع أول موفي (الإنجليزية)
- جاي بيرسون ألن على موقع قاعدة بيانات برودواي على الإنترنت (الإنجليزية)
- جاي بيرسون ألن على موقع قاعدة بيانات برودواي على الإنترنت (الإنجليزية)
- جاي بيرسون ألن على موقع قاعدة بيانات برودواي على الإنترنت (الإنجليزية)
- جاي بيرسون ألن على موقع قاعدة بيانات الأفلام السويدية (السويدية)
- جاي بيرسون ألن على موقع ديسكوغز (الإنجليزية)